# سبايك هوكينز
سبايك هوكينز (بالإنجليزية: Spike Hawkins)‏ هو شاعر بريطاني، ولد في 1943.